# Hein Meens
Hein Meens (Nieuwenhagen, 24 april 1949 - Amsterdam, 10 februari 2012) was een Nederlands tenor en dirigent.
Meens studeerde aan het Conservatorium Maastricht bij Mya Besselink. Vanaf 1978 zong hij bij Opera Forum en De Nederlandse Opera. Hij verkreeg bekendheid in de rol van evangelist in de Matthäus-Passion.
Sinds september 2005 was Meens dirigent van het Westerkerkkoor waarmee hij per jaar ongeveer tien uitvoeringen van cantates van Johann Sebastian Bach - of andere werken zoals de Matthäus Passion en Johannes Passion - verzorgde in cantatediensten in de Westerkerk in Amsterdam. Hij volgde Jan Pasveer op, die in januari 2005 plotseling overleed.
- Bibliothèque nationale de France: cb14007446t (data)
- International Standard Name Identifier: 0000 0000 5515 8420
- Library of Congress Control Number: n87823771
- MusicBrainz: e9ccd35b-50d8-4db1-b45c-d9a6f47b0620
- Nationale Bibliotheek van Tsjechië: jx20060202014
- Nationale Bibliotheek van Israël: 987007448696605171
- Nederlandse Thesaurus van Auteursnamen: 073726893
- Système universitaire de documentation: 18884239X
- Virtual International Authority File: 10045226
- WorldCat: E39PBJgt6FgdxJvbCgMJWRtxjC